# Slave Labour
Slave Labour è un murale dipinto nel maggio 2012 dal graffitista britannico Banksy sulla parete laterale di un negozio Poundland a Wood Green nella città di Londra. 
L'opera d'arte è di 122 cm di altezza per 152 cm di larghezza e raffigura un bambino inginocchiato davanti ad una macchina da cucire che assembla una pavese di bandiere raffiguranti l'Union Jack. L'opera è stata creata per  protestare contro l'uso dei laboratori che sfruttano la manodopera minorile per la produzione di memorabilia per il Giubileo di diamante della regina Elisabetta II e delle Olimpiadi di Londra nel 2012.

## Rimozione e vendita
Nel febbraio 2013 il murale è stato rimosso dalla sua posizione e messo in vendita presso la Fine Art Auctions di Miami ma, dopo un appello da parte dei residenti di Wood Green, il murale è stato ritirato dalla vendita e restituito al Regno Unito. È stato successivamente venduto a un'asta a Covent Garden per 1,2 milioni di dollari.  
Nel 2018 è stato nuovamente messo all'asta a Los Angeles e venduto per 730.000 dollari all'artista Ron English, che aveva in mente di imbiancare l'opera in segno di protesta contro gli acquisti e le vendite delle opere della street art.

## Intervista con Banksy
Quando è stato spinto a commentare la vendita delle sue opere attraverso le case d'asta, Banksy ha risposto citando una citazione di Henri Matisse: "Ero molto imbarazzato quando le mie tele hanno cominciato a raggiungere prezzi elevati, mi sono visto condannato a un futuro di pittura solo di capolavori."